# Lac Montauban
Lac Montauban är en sjö i Kanada.   Den ligger i regionen Capitale-Nationale och provinsen Québec, i den sydöstra delen av landet, 300 km nordost om huvudstaden Ottawa. Lac Montauban ligger 173 meter över havet. Arean är 3,7 kvadratkilometer. Den sträcker sig 7,3 kilometer i nord-sydlig riktning, och 2,3 kilometer i öst-västlig riktning.
I omgivningarna runt Lac Montauban växer i huvudsak blandskog. Runt Lac Montauban är det glesbefolkat, med 10 invånare per kvadratkilometer.